# HŠK Slaven Zagreb
Hrvatski športski klub Slaven Zagreb osnovan je 1913. godine na Radničkom dolu u Zagrebu. Klub je 1930. godine promijenio naziv u Športski klub Jugoslavija. Raspušten je 18. svibnja 1941. godine odlukom Povjerenika za šport NDH.
Klupska adresa 1925. bila je Kačićeva 5, jugozapadno od Britanskog trga. Klupske boje 1932. bile su žuta i plava.
Krajem 1937. osnovana je ženska nogometna sekcija, jedna od prvih u Kraljevini Jugoslaviji.

## Natjecanje i uspjesi
Klub je u sezoni 1920./21. bio prvak II. A razreda Zagrebačkog nogometnog podsaveza, te u sezonama 1921./22. i 1931./32. bio član 1. razreda Zagrebačkog nogometnog podsaveza. U posljednjoj sezoni 1940./41. prije prekida prvenstva bio je vodeći klub 2. razreda Prvenstva Zagreba (3. razred natjecanja). Posljednju natjecateljsku utakmicu odigrao je 30. ožujka 1941. godine pobijedivši HŠK Maksimir 4:0.